# Strach XXI wieku
Strach XXI wieku – czwarty album studyjny polskiej grupy muzycznej Dr Misio. Wydany został 9 października 2020 roku nakładem wytwórni płytowej Universal Music Polska.

## Lista utworów
Opracowano na podstawie materiału źródłowego
1. "Strach XXI wieku"
2. "Koniec lata"
3. "Mnie nie ma"
4. "Chcesz się bać"
5. "Nie czujesz nic"
6. "Czy pamiętasz"
7. "Dwie głowy"
8. "Niedziela"
9. "Siedemnastolatki"
10. "Słońce niepamięci"
11. "Wesołe miasteczko"
12. "Stan skupienia"
13. "Zwierzę"